# Приозёрка
Приозёрка — деревня в Тюкалинском районе Омской области. Входит в состав Белоглазовского сельского поселения.

## История
Основана в 1832 г. В 1928 году деревня Приозёрная состояла из 164 хозяйств, основное население — русские. Центр Приозёрного сельсовета Тюкалинского района Омского округа Сибирского края.

## Население
| 1926 | 2010 |
| ---- | ---- |
| 915  | ↘117 |